# Kathy Vivas
Anna Katherina Vivas (Tovar, Venezuela, 1972) es una astrofísica venezolana, reconocida por sus investigaciones sobre las estrellas RR Lyrae, consideradas como las más antiguas de la Vía Láctea.
Vivas es licenciada en Física de la Universidad de Los Andes y doctora en astrofísica por la Universidad Yale.
Se desempeñó como investigadora del Centro de Investigaciones de Astronomía "Francisco J. Duarte" (Observatorio Astronómico Nacional de Llano del Hato) en Apartaderos, Estado Mérida, Venezuela (2002-2013).
Recibió el Premio Lorenzo Mendoza Fleury de la Fundación Empresas Polar en 2009.